# Shin, abogado de divorcios
Shin, abogado de divorcios (en hangul, 신성한, 이혼; romanización revisada del coreano: Sinseonghan, ihon) es una serie de televisión surcoreana dirigida por Yoo Young-ah y protagonizada por Jo Seung-woo, Han Hye-jin, Kim Sung-kyun y Jung Moon-sung. Basada en el homónimo webcómic de Kang Tae-kyung, se emitirá por el canal jTBC desde el 4 de marzo hasta el 9 de abril de 2023, los sábados y domingos a las 22:30 (hora local coreana). También estará disponible en la plataforma Netflix para algunas regiones del mundo.

## Sinopsis
Shin, abogado de divorcios es una serie que narra la turbulenta historia de Shin Sung-han (Jo Seung-woo), que cambió su vida radicalmente y pasó de ser pianista a abogado especializado en divorcios.

## Reparto

### Principal
- Jo Seung-woo como Shin Sung-han, quien era profesor de piano en una escuela de música en Alemania, pero un día recibe una noticia impactante que le hace volver a Corea, ponerse a estudiar para obtener el título de abogado, y convertirse en abogado especializado en divorcios.[4]
- Han Hye-jin como Lee Seo-jin, una antigua meteoróloga que después se ha hecho famosa trabajando como locutora de radio, y que conoce a Sung-han a partir de una complicada demanda de divorcio: tras soportar una terrible vida matrimonial se vio envuelta en un escándalo que la pone en una situación desfavorable a la hora de obtener la custodia de su hijo, que ella no quiere dejar a su marido.[5][6][7]
- Kim Sung-kyun como Jang Hyeong-geun, amigo de la escuela secundaria de Sung-han, que trabaja como asistente legal del bufete de Sung-han y está separado y en proceso de divorcio de su esposa, con la que se había casado muy joven pensando que estarían juntos para siempre.[8][9][10]
- Jung Moon-sung como Jo Jeong-sik, otro amigo de la escuela secundaria de Sung-han  e inquilino de este, que dirige una agencia inmobiliaria disfrutando al máximo de su soltería.[11]

### Secundario
- Kang Mal-geum como Kim So-yeon; su familia es propietaria de un restaurante de ramen que frecuentan Sung-han y sus dos amigos, tienda de la que ella se hace cargo cuando su abuela se lastima la espalda.[12]
- Jeon Bae-soo como Park-seok, abogado socio del bufete Geumhwa.[12]
- Han Eun-seong como Choi Jun, un abogado en prácticas en el bufete Geumhwa, un hombre de clase alta que se graduó en derecho con excelentes calificaciones.[12]
- Cha Hwa-yeon como Ma Geum-hee, que creció como hija única de una familia adinerada y es la propietaria de Daenam Electronics.[12]
- Kim Tae-hyang como Seo Jeong-guk, único hijo de la familia propietaria de Daenam Electronics y el marido de Young-joo.[13]
- Susanna Noh como Jin Young-joo, la mujer de Jeong-guk, que tiene una relación difícil con su suegra.[14]
- Yoo Joo-hye como Bang Ho-yong, sénior de Seo-jin.
- Lee Eun-jae como Yoo Sae-bom, empleada en el bufete de Sung-han.[15]
- Kim Joon-eui como Seo Gi-yeong, el hijo de Jeong-guk.[15]
- Kang Hye-won como Seo Ha-yul, hija de Jeong-guk y Young-joo.[15]

### Otros

#### Primer caso de divorcio
- Park Jung-pyo como Kang Hee-sub, exmarido de Seo-jin.[16][17]
- Jang Seon-yul como Kang Hyun-woo, el hijo de Hee-sub y Seo-jin.[16][17]

#### Segundo caso de divorcio
- Hwang Jung-min como Park Ae-ran, la esposa de Byeong Cheol.[18]
- Lee Sang-goo como Seo Byeong-cheol, marido de Ae-ran.[18]
- Heo Jin como Park Eul-bean, la madre de Byeong Cheol.
- Park Se-yeong como Seo Mi-yeong, la hija mayor de Ae-ran y Byeong-cheol.
- Lee Seo-yeon como Seo Mi-so, la hija menor de Ae-ran y Byeong-cheol.

#### Tercer caso de divorcio
- Chun Joong-yong como Choi Jung-ho, el marido de Ji-yeon, a la que traiciona con Ji-sook.[19]
- Kim Si-young como Kim Ji-sook, una peluquera que tiene una aventura con Jung-ho.[19]
- Oh Yoon-hong como Park Ji-yeon, la mujer de Jung-ho.[19]
- Cha Sung-je como Choi Min-soo, hija de Jung-ho y Ji-yeon.[19]

#### Cuarto caso de divorcio
- Choi Jae-sub como Ma Choon-suk, marido de Dinh Thi Hoa.
- Dinh Thi Hoa como Nguyen Thi Huong, mujer de Choon-suk.

#### Quinto caso de divorcio
- Lee Yoon-soo como Cho Min-jung, mujer de Hyun Tae.
- Im Ji-kyu como Park Hyun-tae, marido de Min-jung.
- Lee Seung-chul como el padre de Min-jung.
- Kang Ae-shim como la madre de Min-jung.[20]

#### Papeles menores
- Kim Gwang-sik como el Sr. Jung (ep. 5, 7).[21]
- Lee Soo-bin como Park Chae-rin, pianista, antigua alumna de Sung-han (ep. 2).
- Oh Soon-tae como el novio de Ji-eun (ep. 5).
- Min Jae-wan como presentador (ep. 3).[22]

### Apariciones especiales
- Ahn Dong-goo como Jung Ji-hoon, un chef que tiene una aventura con Seo-jin (ep. 1).
- Jang So-yeon como Ji-eun, la esposa separada de Hyeong-geun, que ha solicitado el divorcio contra la voluntad de este, que aún la quiere (ep. 3, 5, 6).[23]
- Kim Hae-sook como la madre de Kim So-yeon, propietaria del restaurante de ramen.[24]

## Producción
La serie está basada en el homónimo webtoon de Kang Tae-kyung, que se publicó en 2019. Supone la vuelta a la ficción televisiva de Han Hye-jin, cuya última aparición había sido en Hold Me Tight (2018).
El 12 de enero de 2023 se publicaron los primeros fotogramas de la serie, y el 26 del mismo mes imágenes de la primera lectura del guion por el reparto de actores. El 6 de febrero se lanzó el cartel principal.

## Audiencia
| Temporada | Temporada | Episodio número | Episodio número | Episodio número | Episodio número | Episodio número | Episodio número | Episodio número | Episodio número | Episodio número | Episodio número | Episodio número | Episodio número | Promedio |
| Temporada | Temporada | 1               | 2               | 3               | 4               | 5               | 6               | 7               | 8               | 9               | 10              | 11              | 12              | Promedio |
| --------- | --------- | --------------- | --------------- | --------------- | --------------- | --------------- | --------------- | --------------- | --------------- | --------------- | --------------- | --------------- | --------------- | -------- |
|           | 1         | 1.712           | 1.656           | 1.039           | 1.403           | 1.174           | 1.560           | 1.160           | 1.452           | 1.257           | 1.470           | 1.193           | 2.073           | 1.429    |

| Episodio | Fecha de emisión    | Índice de audiencia Nielsen Korea | Índice de audiencia Nielsen Korea |
| Episodio | Fecha de emisión    | Nacional                          | Seúl                              |
| --- | ------------------- | --------------------------------- | --------------------------------- |
| 1 | 4 de marzo de 2023  | 7,272 % (1.ª)                     | 8,14 % (1.ª)                      |
| 2 | 5 de marzo de 2023  | 7,317 % (1.ª)                     | 7,948 % (1.ª)                     |
| 3 | 11 de marzo de 2023 | 4,792 % (1.ª)                     | 5,797 % (1.ª)                     |
| 4 | 12 de marzo de 2023 | 6,531 % (1.ª)                     | 6,959 % (1.ª)                     |
| 5 | 18 de marzo de 2023 | 5,663 % (1.ª)                     | 6,712 % (1.ª)                     |
| 6 | 19 de marzo de 2023 | 7,52 % (1.ª)                      | 8,295 % (1.ª)                     |
| 7 | 25 de marzo de 2023 | 5,668 % (1.ª)                     | 6,683 % (1.ª)                     |
| 8 | 26 de marzo de 2023 | 6,778 % (1.ª)                     | 7,56 % (1.ª)                      |
| 9 | 1 de abril de 2023  | 6,042 % (1.ª)                     | 6,934 % (1.ª)                     |
| 10 | 2 de abril de 2023  | 6,929 % (1.ª)                     | 8,138 % (1.ª)                     |
| 11 | 8 de abril de 2023  | 5,429 % (1.ª)                     | 5,779 % (1.ª)                     |
| 12 | 9 de abril de 2023  | 9,488 % (1.ª)                     | 10,539 % (1.ª)                    |
| Promedio | Promedio            | 6,619 %                           | 7,457 %                           |
| - En la tabla superior, aparecen en azul los índices más bajos, y en rojo los más altos. - Esta serie se transmite mediante televisión por cable/TV de pago, que por lo general tiene una audiencia más pequeña en comparación con la de cadenas públicas como (KBS, SBS, MBC y EBS). |                     |                                   |                                   |